# Droga mleczna (film)
Droga mleczna (fr. La voie lactee) – francusko-włosko-niemiecka tragikomedia filmowa z 1969 roku w reżyserii Luisa Buñuela. Autorem zdjęć był Christian Matras, znany z wyrafinowanych ujęć i scen w filmach historycznych.
Był to pierwszy film reżysera z trylogii o „poszukiwaniu prawdy”; dwa następne to Dyskretny urok burżuazji i Widmo wolności.
Tytuł filmu pochodzi od nazwy Drogi św. Jakuba (Camino de Santiago), szlaku pielgrzymkowego z północnej Europy do sanktuarium Santiago de Compostela w Hiszpanii, gdzie pochowano szczątki św. Jakuba. Zdjęcia kręcono w Santiago de Compostela, a także we Francji (Tours, departament Oise).

## Fabuła
Treścią filmu jest wędrówka dwóch włóczęgów do Santiago, podczas której są świadkami dziwnych zdarzeń z udziałem osób wymienionych w historii Kościoła. W kluczowych momentach spotykają Jezusa i Maryję, a także fanatyków oraz postacie współczesne.
Fabuła przebiega jako symboliczna podróż w czasie i przestrzeni w ciągu ostatnich dwóch tysięcy lat historii chrześcijaństwa. W filmie istotną rolę pełnią wątki satyryczne, krytykujące religię katolicką, pokazujące sceptyczny punkt widzenia oraz ujawniające duchowe poszukiwania sensu bytu.

## Obsada
- Paul Frankeur – Pierre
- Laurent Terzieff – Jean
- Alain Cuny – człowiek w pelerynie
- Edith Scob – Maria Dziewica
- Bernard Verley – Jezus
- François Maistre – francuski ksiądz
- Claude Cerval – brygadier
- Muni – matka przełożona
- Julien Bertheau – Richard
- Ellen Bahl – pani Garnier
- Michel Piccoli – Markiz de Sade
- Agnès Capri – nauczyciel
- Michel Etcheverry – inkwizytor
- Pierre Clémenti – Anioł Śmierci

## Nagrody i nominacje
19. MFF w Berlinie (1969)
- Nagroda Interfilm – Luis Buñuel